# Nerjavno jeklo
Nerjavna jekla so zlitine na osnovi železa, kar pomeni, da je delež železa najmanj 50 %. Nerjavnost jekel pomeni, da ob dolgotrajnejšem stiku z vodo oz. na vlažnem zraku ne zarjavi oz. korodira. Korozijsko odpornost jeklu daje predvsem legirni element krom, ki ima lastnost, da na površini tvori tanko samozaščitno oksidno površinsko plast Cr2O3, ki je poznana kot pasivna plast, proces pa se imenuje pasivacija. Že pri minimalni vsebnosti oz. masnim deležem (w) kroma 10,5 % in največ 1,2 % ogljika govorimo o nerjavnih jeklih.
Pri nastajanju pasivnosti je zelo pomembna koncentracija kisika, kajti oksidi se ne morejo tvoriti brez kisika. Posledica tega je, da oksidirna sredstva manj napadajo nerjavna jekla. Krom pri tem povečuje trdnost jekla, pri čemer pa je duktilnost komaj kaj manjša. Krom je močan karbidotvoren element, zato mora biti v nerjavnih jeklih ogljik v manjših količinah ali pa vezan s stabilizirnimi elementi (Ti, Nb).
Zaradi tega uporabljamo toplotno obdelavo, ki se imenuje gašenje. Pri tem jekla s temperature 1000 do 1150 stopinj Celzija zelo hitro ohladimo v vodi. Vsa pločevina je zato dobavljena v gašenem stanju. Nikelj poveča korozijsko odpornost v oksidativnih medijih in zagotavlja dobro žilavost. Molibden povečuje odpornost na jamičasto korozijo. Titan, niobij, cirkonij in tantal pa se uporabljajo kot stabilizatorji.
Nerjavna jekla so materiali, ki vedno bolj prodirajo v naše vsakdanje življenje. Imajo vrsto prednosti pred običajnimi konstrukcijskimi jekli. Poglavitne prednosti so korozijska odpornost, estetski videz, toplotna odpornost, nizki stroški v trajnostni dobi, popolno recikliranje, biološka nevtralnost in lahka predelovalnost, slabost pa je njihova cena, saj so približno trikrat dražji od običajnih jekel. Korozijska odpornost pomeni, da so obstojna v vlažni atmosferi oziroma odporna na delovanje kislin, lugov itd. Velja poudariti, da niso vsa nerjavna jekla odporna na vse agresivne medije, zato je potrebno skrbno izbrati material glede na lastnosti okolja v katerem bodo delovala.
Za nerjavna jekla srečamo tudi druge izraze in sicer: inox (izhaja iz francoske besede inoxydable = nerjaven), rostfrei (nemško), črno-bela jekla, srebrna jekla, itd.
Nerjavna jekla so vse tiste zlitine, ki imajo v trdni raztopini vsaj 11 do 12 % kroma (atomu železa so nadomeščeni z atomi kroma). Za povečanje korozijske obstojnosti pa se dodaja tudi nikelj in molibden.
Odvisnost strukture jekel, ki vsebujejo več legirnih elementov, je podana s Shaflerjevim diagramom(levo). Na abscisi diagrama se nanaša kromov ekvivalent, na ordinati pa nikljev ekvivalent. Krom in nikelj ekvivalenta, ki se izračunata po krajših ali daljših enačbah, predstavljata skupni učinek alfagenih oz. gamagenih legirnih elementov. V novejšem času se za ta namen uporablja Espyjev diagram(desno), ki se od Shaflerjevega prosto razlikuje samo v enačbah za izračun Cr_ekv in Ni_ekv.

## Vrste nerjavnih jekel

### Avstenitna nerjavna jekla
Avstenitna jekla so najpogostejša nerjavna jekla. Vsebujejo naslednje legirne elemente Cr od 17- 26 %, Ni 7-26 %, C pod 0,12 %. Na vrsto jekla lahko še vsebujejo Mo 2,0 – 4,5 %, Cu 1,5- 2,5 % ter stabilna elementa Ti in Nb. Avstenitna jekla so ne magnetna, ni jih možno kaliti, na splošno pa so dobro variva. V žarjenem stanju imajo majhno napetost tečenja in so zelo žilava do ekstremno nizkih temperatur. Se deformacijsko utrjujejo, še posebej pri večji koncentraciji ogljika, kar pomeni, da se lahko njihova trdnost s preoblikovalnimi postopki v hladnem stanju precej poveča, hkrati pa se raztezek močno zmanjša.
Večina nerjavnih jekel, ki so v maloprodaji so ravno avstenitna nerjavna jekla. V gospodinstvu jih uporabljamo za kuho ali jedilni pribor. Pa tudi razne cevi, pločevina, fitingi, prirobnice so iz tega jekla. Značilnost teh jekel je dobra varivost, ker pa so izredno žilava je strojna obdelava težavnejša, čeprav so relativno mehka v primerjavi z nelegiranimi nizkoogljičenimi jekli.

### Martenzitna nerjavna jekla
Martenzitna nerjavna jekla vsebujejo več kot 0,8 % ogljika, drugače pa so po kemični sestavi močno podobna feritnim. Imajo dobre mehanske lastnosti (trdnost in odpornost na obrabo). Uporabljamo jih za vodne turbine, zelo pogosto pa tudi za razna rezilna orodja. Tudi veliko kuhinjskih nožev, ki morajo biti ostri in jih uporabljamo za rezanje mesa so iz martenzitnega nerjavnega jekla. Martenzitna nerjavna jekla so kromova jekla z 12-18 % kroma, ob koncentraciji ogljika od 0,1 do 1,2 %, dodamo lahko še nikelj 0,5- 2,5 % in molibden do 1,2 %. Martenzitna jekla so magnetna in jih lahko z ustrezno toplotno obdelavo poboljšamo t. j. kalimo in popustimo. Zaradi dokaj velike koncentracije ogljika martenzitnih jekel ne moremo variti oz. jih lahko varimo le pogojno (predgretje/ žarenje).

### Duplex nerjavna jekla
Duplex nerjavna jekla so dvo- fazne zlitine, ki bazirajo na Fe-Cr-Ni povezavi. Tipična prisotnost kroma in niklja je od 20-30 % in 5-8 %. Sestavljena so iz pribljižno 50 % ferita in 50 % avstenita.

### Feritna nerjavna jekla
Feritna jekla so prvenstveno kromova jekla s koncentracijo kroma od 12,5 do 18 % in največjo koncentracijo ogljika do 0,1 %. So magnetna, ni jih možno kaliti, lahko pa se varijo. Uporablja se jih predvsem v proizvodnji dušikove kisline. Feritna jekla se uporabljajo še za gospodinjske pripomočke, v notranji arhitekturi ter v avtomobilski industriji (okrasne letve, ... ).